# Mustatil
 (mai 2021).

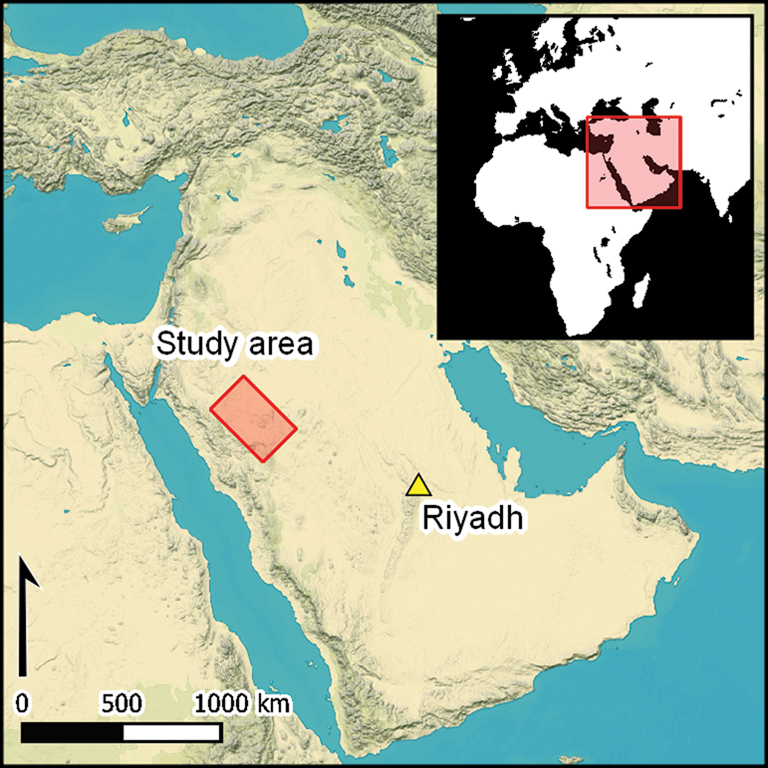
Zone de répartition des mustatils.

Un mustatil (calque de l'arabe مستطيل mustaṭīl signifiant « rectangle ») est une structure monumentale en pierre située dans le Nord-Ouest de l'Arabie saoudite et construite à la fin du VIe millénaire av. J.-C.. Les mustatils comptent parmi les plus anciens bâtiments connus du Néolithique.

## Situation
On trouve des mustatils, dans le Nord-Ouest du pays, où il en a été recensé 1 600 dans une zone d'environ 300 000 km2, la plupart dans les régions de Khaybar et d'Al-ʿUla,.
Les mustatils ont été identifiés pour la première fois dans les années 1970, mais avaient été très peu étudiés depuis.

## Description
De forme approximativement rectangulaire, les mustatils sont constitués de longs murets latéraux assez bas, d'une longueur de 20 à 620 m, et d'un mur de tête plus épais, fait de pierres plus larges, qui peut parfois contenir une petite niche. On y trouve dans certains cas des cellules circulaires d'1 à 2 mètres de diamètre et des orthostates. Ils ont été construits avec des roches locales (souvent en grès ou en schiste).
Ils sont souvent regroupés par groupes de 2 à 19.
Des générations ultérieures ont parfois construit, par dessus ou à côté, des tombes circulaires annulaires ou des tombes en forme de pendentif (chaine et cercle),,.

## Interprétation
Des fouilles menées en 2020 dans le mur de tête d'un mustatil de la région d'Al-'Ula ont livré des os de bovins, de moutons, de chèvres et de gazelles datés d'environ 5000 av. J.-C., une époque où la région était plus humide et plus verte que le désert actuel. Leur disposition autour d'une grande pierre verticale laisse penser qu'il s'agissait d'offrandes. Les mustatils seraient ainsi les premières preuves d'un culte du bétail néolithique dans la péninsule arabique, ce qui ferait de ces rectangles géants les plus anciens et les plus grands monuments rituels paysagers connus au monde.